# Helene Lange
Helene Lange (ur. 9 kwietnia 1848 w Oldenburgu, zm. 13 maja 1930 w Berlinie) – niemiecka polityczka (NPD), pedagożka i obrończyni praw kobiet. W latach 1919–1921 była członkinią hamburskiej rady miejskiej.

## Życiorys
Pochodziła ze średniej wielkości rodziny z Oldenburga. Jej rodzicami byli Johanne tom Dieck i biznesmen Carl Theodor Lange. Gdy miała 6 lat, zmarła jej matka, a w 1864 ojciec. W 1865 mieszkała w domu pastora i pisarza Maxa Eiferta w Eningen pod Achalm. Tutaj, mając doświadczenie liberalnego wychowania przez ojca, po raz pierwszy doświadczyła podporządkowania kobiet mężczyznom i świadomego wykluczenia ich z dyskursu intelektualnego. Czas spędzony w parafii w Eningen był dla Lange formującym doświadczeniem, jeśli chodzi o jej przyszłość jako działaczki na rzecz praw kobiet.
Lange spędziła rok 1866 w domu dziadka w Oldenburgu bez dalszej możliwości edukacji. Była samouczką, która przygotowywała się do egzaminu nauczycielskiego, który bez trudu zdała w 1871 w Berlinie. Równocześnie pracowała jako nauczycielka w alzackiej szkole z internatem i jako wychowawczyni w rodzinie pracowników fabryki z Osnabrück. Od 1876 roku pracowała jako nauczycielka i kierowniczka klasy seminaryjnej. Ograniczenie możliwości edukacyjnych i zawodowych kobiet w Cesarstwie Niemieckim, którego sama doświadczyła, stało się punktem wyjścia dla jej zaangażowania w obywatelski ruch wyzwolenia od połowy lat 80. XIX w. Zasłynęła, gdy w 1887 r. wraz z pięcioma innymi kobietami złożyła petycję do pruskiego Ministerstwa Oświaty i pruskiej Izby Reprezentantów, wzywając kobiety do nauki w średnich i wyższych klasach szkół żeńskich i państwowych instytucjach szkoleniowych dla wyższych uczelni. Mimo wszystko wniosek został odrzucony.

## Publikacje i ich wpływ

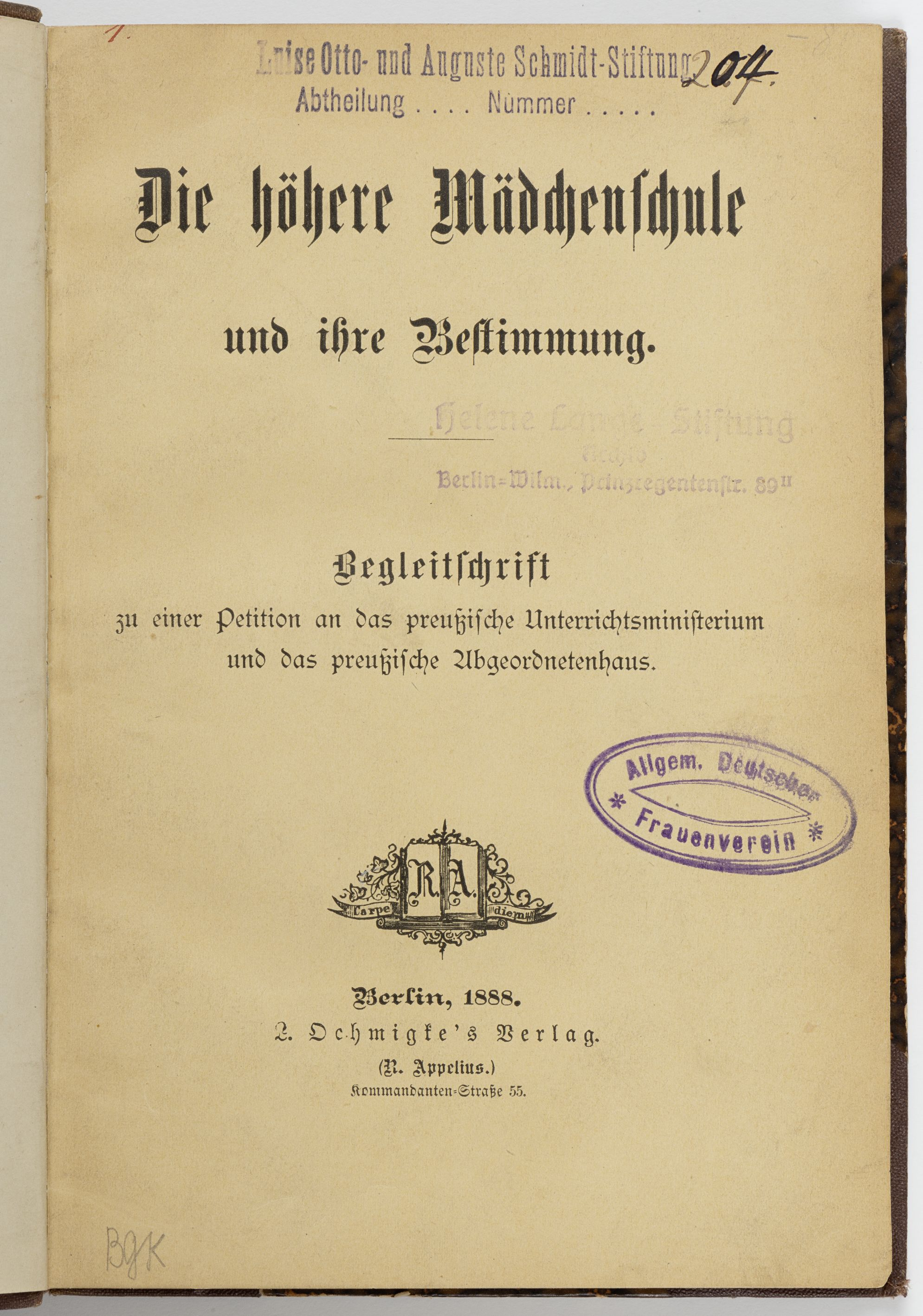
Die höhere Mädchenschule und ihre Bestimmung, 1887

Jako pismo towarzyszące petycji opublikowała w 1871 Die höhere Mädchenschule und ihre Bestimmung
(Szkoły wyższe dla dziewcząt i ich postanowienie), w którym ostro skrytykowała kształcenie w wyższych szkołach. W 1890 wraz z Auguste Schmidt i Marie Loeper-Housselle założyła ADLV (Allgemeiner Deutscher Lehrerinnenverein; Powszechne Niemieckie Stowarzyszenie Nauczycielek) we Friedrichrodzie. Ponieważ dziewczęta nie mogły wówczas uczęszczać do pruskich gimnazjów, Lange zainicjowała kursy dla dziewcząt, które w 1893 zostały zastąpione kursami gimnazjalnymi. Pierwsze sześć uczennic zdało maturę w 1896. W 1897 r. Lange odpowiedziała na artykuł Emilii Kempin-Spyri. Skrytykowała w nim Kempin-Spyri i oskarżyła o „podważanie niemieckiego ruchu kobiecego”.

## Wyróżnienia
- w 1923 otrzymała doktorat honoris causa na Uniwersytecie Eberharda Karola w Tybindze[3]
- w 1925 została wybrana przez Niemiecką Partię Demokratyczną honorową przewodniczącą[4]
- w 1928 otrzymała honorowe obywatelstwo miasta Oldenburg
- w wielu miastach istnieją szkoły imienia Heleny Lange

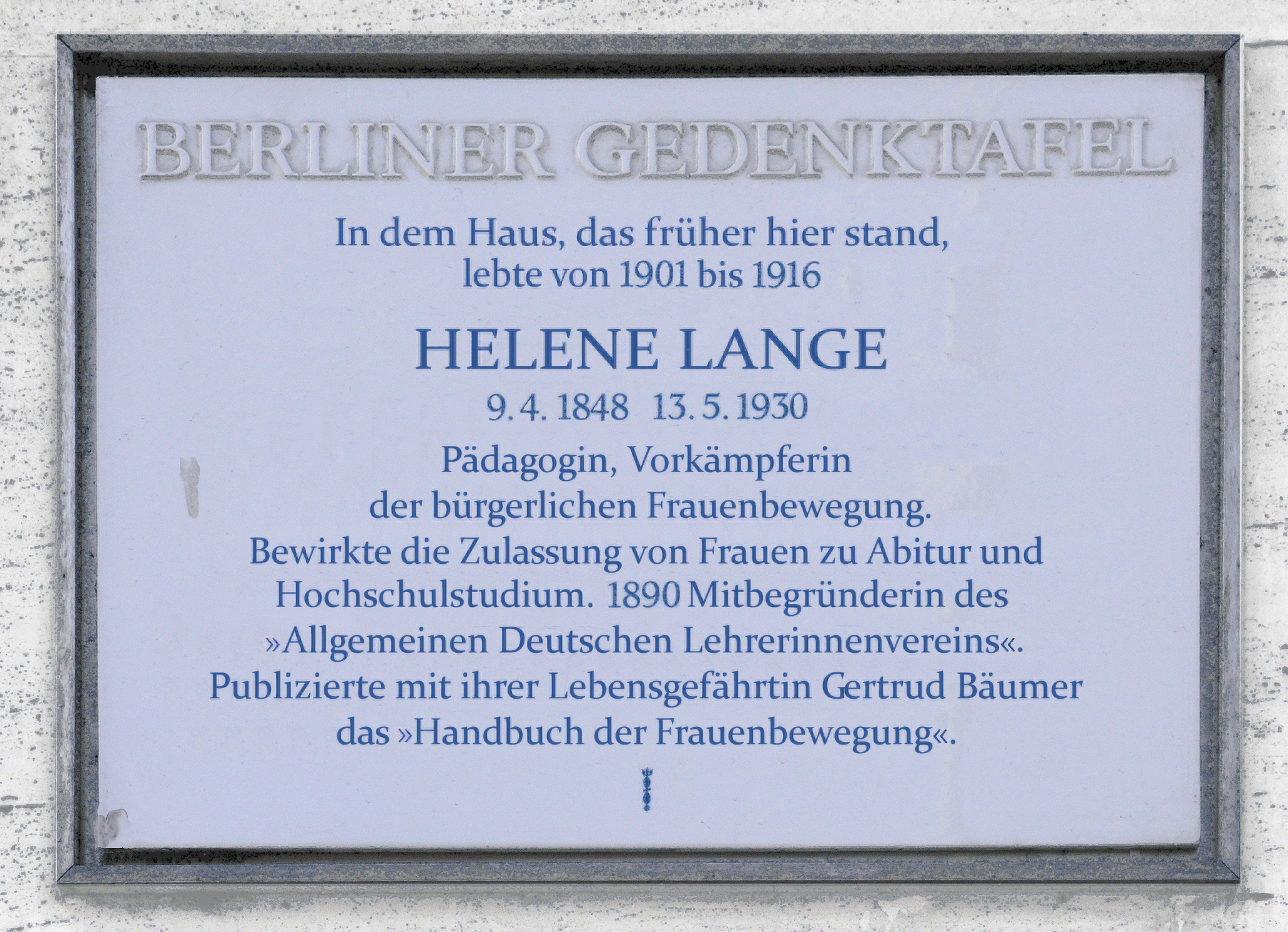
Tablica pamiątkowa na domu przy Kunz-Buntschuh-Straße 7 w dzielnicy Grunewald w Berlinie

## Upamiętnienia
- od 2009 Uniwersytet w Oldenburgu co roku przyznaje nagrodę Helene Lange młodym naukowcom w dziedzinie nauk przyrodniczych i technologii[5]
- jej imieniem nazwano ulicę w dzielnicy Neustadt w Bremie[6].